# 고트하르트 파노라마 익스프레스

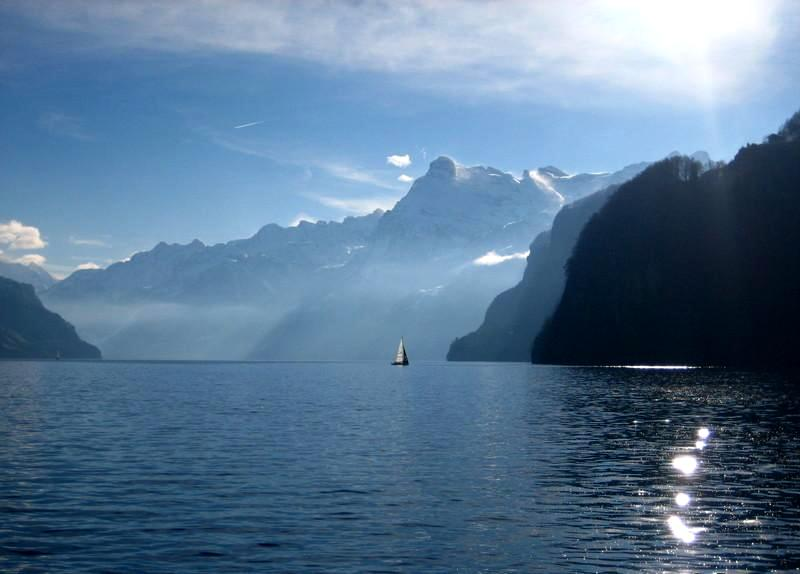
루체른호의 보트에서 본 풍경

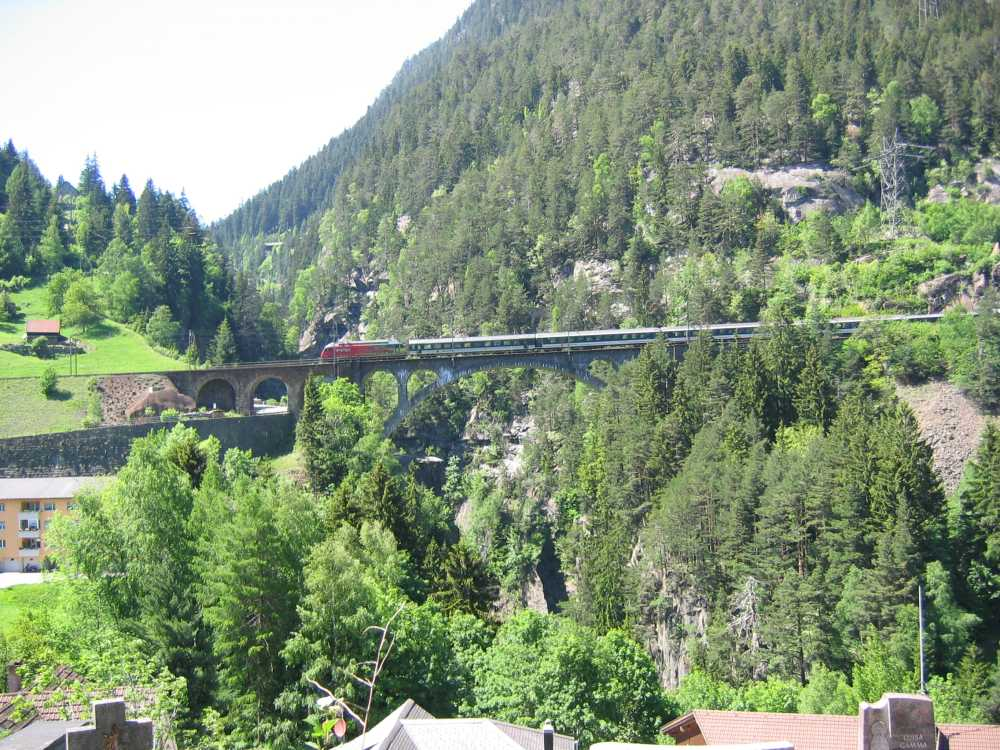
바센 근처

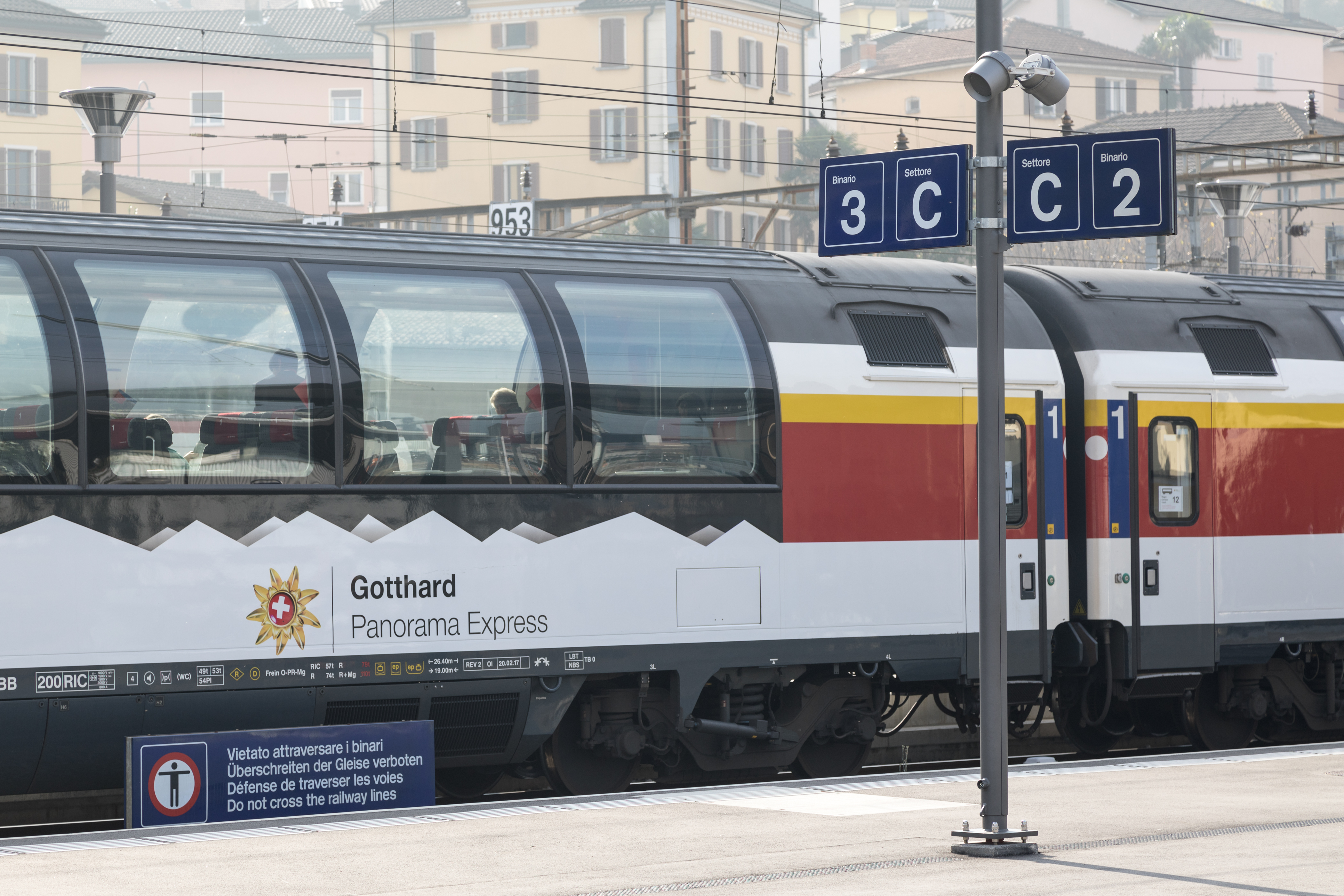
벨린초나의 고트하르트 파노라마 익스프레스 차량

고트하르트 파노라마 익스프레스(Gotthard Panorama Express)는 스위스 알프스를 북쪽에서 남쪽으로 가로질러 루체른과 루가노를 연결하는 관광용 보트이자, 파노라마 기차 노선이다. 2017년까지 열차는 윌리엄텔 익스프레스(빌헬름 텔 익스프레스)로 알려졌었다. 열차를 운행하는 스위스 연방 철도와 보트를 운영하는 루체른호 해운(SGV)이 공동으로 운영하고 있다. 이전의 열차는 현재 종점인 루가노가 아니라, 로카르노의 남쪽 종점까지 운행했었다.
남쪽 방향으로 여행은 루체른 호수 서쪽 끝에 위치한 스위스 중부 도시 루체른에 있는 루체른역 앞 부두에서 시작된다. 호수의 이 끝은 리기, 필라투스 및 뷔르겐슈토크의 유명한 봉우리로 둘러싸여 있으며, 이들 사이를 항해하는 경로가 있다. 그런 다음 항해는 스위스 연방이 처음으로 모인 뤼틀리 초원과 서비스의 이전 이름을 따온 민간 영웅 빌헬름 텔을 기념하는 텔 예배당을 지나간다. 마침내 보트는 플뤼엘렌 부두에 도착한다. 호수의 동쪽 끝에 있으며, 플뤼엘렌역에서 도보로 3분 거리에 있다.
플뤼엘렌역에서 승객들은 고트하르트 철도의 경치 좋은 원래 노선을 타고 로이스 계곡을 올라가는 기차로 환승한다. 이 등반의 일부로, 철도는 높이를 높이기 위해 여러 개의 나선형 루프를 만들어 루프의 중심에 있는 바젠 마을과 교회에 대한 일련의 다양한 전망을 제공한다. 괴쉐넨역에서 기차는 원래 고트하르트 터널로 들어가 이탈리아어를 사용하는 티치노주의 남쪽을 향한 레벤티나 계곡으로 나온다. 이곳을 내려와 몇 개의 나선형 루프를 더 사용하여 기차는 결국 벨린초나에 도착한다. 이곳은 티치노주의 주도이자, 세계 유산으로 등재된 3개의 성으로 유명하다. 연결편은 로카르노의 벨린초나역에서 가능하다. 그런 다음 기차는 루가노 호수가 있는 스위스 남부 도시 루가노에 있는 루가노역까지 계속 운행한다.
전체 여행은 약 6시간이 소요되며, 보트와 기차가 대략 균등하게 나누어져 있으며, 4월 중순에서 10월 중순 사이의 대부분의 요일에 양방향으로 하루에 한 번씩 운행한다. 루체른 호수의 구간은 일반적으로 유서 깊은 증기외륜선으로 운행되며, 기차는 탁 트인 창문이 있는 에어컨이 완비된 객차를 사용한다. 프리미엄 요금 또는 추가 요금이 부과된다.
여정의 두 구간에 대해 표준, 비프리미엄 요금 대안이 존재한다. 루체른호 해운은 루체른과 플루엘렌 사이에서 외륜선 증기선과 현대식 모터 선박을 모두 활용하여 다른 서비스를 제공한다. 스위스 남동부 철도는 플뤼엘렌과 벨린초나 사이의 파노라마 익스프레스와 동일한 경로를 통해 매시간 인터레기오 서비스를 운영하며, 로카르노까지 계속되지만, 루가노까지 연결된다. 직행열차는 경치가 훨씬 덜 좋은 고트하르트 베이스 터널을 통해 루체른, 벨린초나 및 루가노 사이를 운행한다. 이 경로는 이동 시간이 2시간 미만이라 돌아오는 승객에게 유용할 수 있다.